# Pamukkale
Pamukkale (turski za "Pamučna palača") je kompleks jedinstvenih mineralnih izvora u jugozapadnoj Turskoj, u blizini grada Denizlija. Lokalitet se sastoji od toplih izvora i vapnenca travertina koji ima neobičan oblik plitkih terasastih bazena, nastalih prelijevanjem mineralne vode i taloženjem minerala. 
Na njegovim toplicama izgrađen je antički grad Hierapolis u 2. stojeću pr. Kr. kao liječilište. U Hierapolisu se nalaze ostaci kupatila, hramova i drugih starogrčkih i starorimskih spomenika, te originalne ranokršćanske građevine, zbog čega je 1988. godine, zajedno s toplicama Pamukkale, upisan kao UNESCO-ova svjetska baština.
Ovo područje se nalazi u dolini rijeke Menderes koje ima umjerenu klimu skoro cijele godine. Dugo je oko 2,000, a široko 600 i visoko oko 160 metara. Pamukkale ima 17 izvora u kojima voda ima temperaturu od 35°C do 100°C. Od njih se voda prolijeva nekih 320 metara do padine gdje se u terasama prelijeva preko padine duge 60-70 metara. Kalcij-karbona u vodi se taloži i naposljetku postaje vapnencom, a ugljen-dioksid se otpušta. Oko 499.9 mg CaCO3 se taloži svaki dan iz svake litre vode u savršenim klimatskim uvjetima.
- Toplinski izvori Pamukkale
- Zid vapnenca
- Bazeni Pamukkalea
- Kratki video zaštićenog lokaliteta
- Padina Pamukkale

## Vanjske poveznice
Vodič: Pamukkale na Wikivoyageu
|  | Zajednički poslužitelj ima još gradiva o temi Pamukkale |

- Službena stranica Pamukkale  Arhivirana inačica izvorne stranice od 17. lipnja 2013. (Wayback Machine) (engl.)